# カミノ・レアル・デ・ティエラ・アデントロ

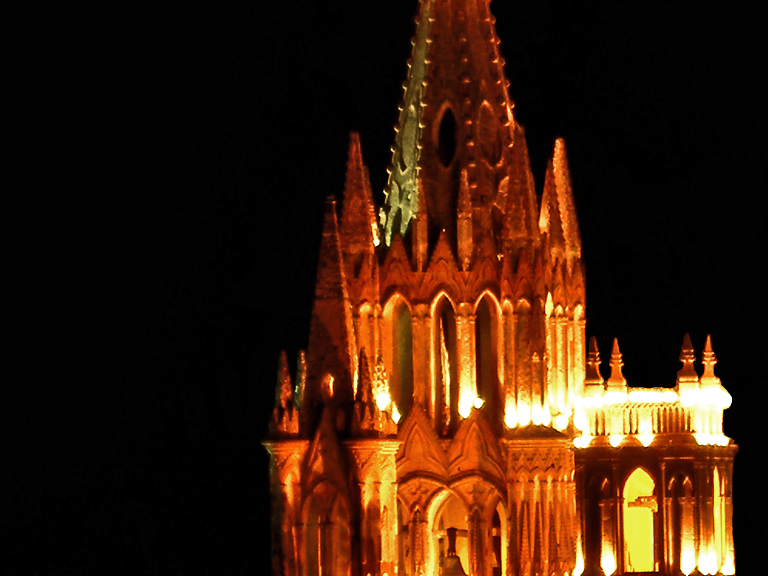
カミノ・レアル・デ・ティエラ・アデントロ沿いの町サン・ミゲルの夜景

カミノ・レアル・デ・ティエラ・アデントロ（スペイン語:Camino Real de Tierra Adentro）は、アメリカ合衆国・ニューメキシコ州のサン・フアン・プエブロ（現在のオケ・オウィンゲ）からメキシコ合衆国の首都であるメキシコシティまでの約2,560キロメートルの道路である。
アメリカ合衆国内の延長距離は404マイル (650 km)であり、アメリカ合衆国内部分では、ナショナル・ヒストリック・トレイルに2004年に指定された。アメリカ国内の管理は、アメリカ合衆国国立公園局及び土地監督局が行っている。メキシコ領内の部分は、2010年、UNESCOの世界遺産リストに登録された。
Camino は mi にアクセントがあり、日本では「カミーノ・レアル・デ・ティエラ・アデントロ」とも表記される。世界遺産登録名については他にいくつかの揺れがあるが、それについては後述を参照のこと。

## 概要
カミノ・レアル・デ・ティエラ・アデントロは1598年から1882年までの間、陸上交易の通路として使用された。直訳すれば「内陸部の王の道」の意味で、「銀の道」の異名を持つように、この道路で約300年の間、運ばれていたのは、サカテカスやグアナフアト、サン・ルイス・ポトシで採掘された銀であった。また、ヨーロッパからは銀の精錬に使われた水銀が輸入され、メキシコの鉱山に運ばれていった。
銀と水銀の道としての価値だけでなく、スペイン人とアメリカ先住民との間において、多様な交流を促す役割も果たした。

## 世界遺産
2010年の第34回世界遺産委員会で世界遺産リストに登録された。この世界遺産はメキシコシティと10の州にまたがり、の構成資産は60件に及ぶが（登録ID1351-00および1351-001から1351-059）、そのうち以下の5件は既に登録されていた世界遺産の一部ないし全部と重複している。
- メキシコシティ歴史地区 (Historic centre of the city of México (World Heritage, 1987), 1351-00)
  - 「メキシコシティ歴史地区とソチミルコ」（1987年登録）の一部。
- ケレタロ歴史地区 (Historic centre of the city of Querétaro (World Heritage, 1996),  1351-010)
- サン・ミゲルの要塞都市とヘスス・ナサレノ・デ・アトトニルコの聖地 (Protective town of San Miguel and Sanctuary of Jesús Nazareno de Atotonilco (World Heritage, 2008),  1351-015)
- グアナフアト歴史地区とその銀鉱群 (Historic centre of the city of Guanajuato and its adjacent mines (World Heritage, 1988),  1351-016)
- サカテカス歴史地区 (Historic centre of the city of Zacatecas (World Heritage, 1993),  1351-037)

### 登録名
世界遺産リスト登録名については、英仏語ともスペイン語名称と同じCamino Real de Tierra Adentro となっているが、その日本語名称は以下のようにいくつかある。
- 「カミノ・レアル・デ・ティエラ・アデントロ」 - 地球の歩き方編集室[6][8]
- 「カミノ・レアル・デ・ティエラ・アデントロ-メキシコ内陸部の王の道」 - 世界遺産検定事務局[5]
- 「ティエラアデントロの王の道」[4][9]
- 「カミーノ・レアル・デ・ティエラ・アデントロ」 - 市原富士夫[10]
- 「カミーノ・レアル・デ・ティエラ・アデントロ（王の道）」 - 谷治正孝[11]

### 登録基準
この世界遺産は世界遺産登録基準のうち、以下の条件を満たし、登録された（以下の基準は世界遺産センター公表の登録基準からの翻訳、引用である）。
- (2) ある期間を通じてまたはある文化圏において、建築、技術、記念碑的芸術、都市計画、景観デザインの発展に関し、人類の価値の重要な交流を示すもの。
- (4) 人類の歴史上重要な時代を例証する建築様式、建築物群、技術の集積または景観の優れた例。